# Europeisk portugisiska
Europeisk portugisiska  ((portugisiska: português europeu), uttal: [puɾtuˈgeʃ eu̯ɾuˈpeu̯]) är den variant av portugisiska som talas i kontinentala Portugal, samt Azorerna och Madeira. Begreppet "Europeisk" valdes för att undvika "Portugisisk portugisiska", till skillnad från Brasiliansk portugisiska. Även de lusofona länderna i Afrika (Angola, Moçambique, Guinea-Bissau, Kap Verde, São Tomé och Príncipe) samt Macao och Östtimor följer den europeiska normen.